# Zuzanna Kulińska
Zuzanna Kulińska (ur. 5 stycznia 2001) – polska koszykarka występująca na pozycji rozgrywającej, od 2023 zawodniczka KGHM BC Polkowice.
W 2019 została wybrana MVP mistrzostw klasy E konferencji – New England Private School Athletic Conference (NEPSAC). Poprowadziła swoją szkolną drużynę NYMA do zwycięstwa 93-34 nad Chase Collegiate School. Było to pierwsze mistrzostwo NEPSAC w historii szkoły. Została także nagrodzona tytułem MVP sezonu konferencji.

## Osiągnięcia
Stan na 1 maja 2024, na podstawie, o ile nie zaznaczono inaczej.

### NCAA
- Zaliczona do składu Winter Pac-12 Academic Honor Roll (2021)

### Drużynowe
Seniorskie
- Mistrzyni Polski (2024)[4]
- Zdobywczyni Pucharu Polski (2024)[5]
- Finalistka Superpucharu Polski (2023)[6]
- Uczestniczka międzynarodowych rozgrywek Euroligi (od 2023)

Młodzieżowe
- Mistrzyni Polski juniorek starszych (2018)[7]
- Wicemistrzyni Polski kadetek (2017)[8]

### Reprezentacja
- Mistrzyni Europy U–16 dywizji B (2016)
- Uczestniczka:
  - FIBA U–20 Women’s European Challengers  (2021)
  - mistrzostw Europy:
    - mistrzostw Europy U–18 (2018 – 11. miejsce, 2019 – 10. miejsce)
    - mistrzostw Europy U–16 (2017 – 8. miejsce)